# Ronald Coifman
Ronald Raphael Coifman (Tel Aviv) é um matemático israelense.
Foi palestrante convidado do Congresso Internacional de Matemáticos em Quioto (1990 : Adapted multiresolution analysis, computation, signal processing and operator theory) e palestrantes plenário do Congresso Internacional de Matemáticos no Rio de Janeiro (2018: Harmonic analytic geometry in high dimensions – Empirical models).